# Podhum, Rožek
Podhum (nemško Buchheim) je naselje v Občini Rožek v Okraju Beljak-dežela na Koroškem v Avstriji.